# Uviranus echinops
Genre
Espèce
Uviranus echinops, unique représentant du genre Uviranus, est une espèce d'opilions laniatores de la famille des Assamiidae.

## Distribution
Cette espèce est endémique du Sud-Kivu au Congo-Kinshasa. Elle se rencontre vers Uvira.

## Description
La femelle holotype mesure 4,3 mm.

## Publication originale
- Kauri, 1985 : « Opiliones from Central Africa. » Annalen - Koninklijk Museum voor Midden-Afrika, vol. 245, p. 1–168.